# Leesa
Leesa, artiestennaam van Lisa Derycke (Gent, 1989) is een Belgische dj en producer.
In het begin van haar carrière won Derycke de vi.be DJ Contest en de Free Vibes DJ Contest van de bekende Antwerpse club Café d'Anvers. Ze trad op op 10 Days Off, Laundry Day, I Love Techno, Lokerse Feesten, Puntpop en CrammerocK naast in vele clubs in Europa. Derycke bracht intussen vijf ep's uit op het Belgische Atmosphere Records en een ep op Taub Recordings.

## Discografie
- 2011: Dinosaur / Cinnemon (ep)
- 2011: Au Revoir Mon Coeur (ep)
- 2013: Niko (ep)
- 2014: Neverland (ep)
- 2015: So I Smile / Go On Then (ep)
- 2016: Coachan / Glooming (ep)